# Славобоже
Славобоже (пол. Sławoborze, нім. Stolzenberg) — село в Польщі, у гміні Славобоже Свідвинського повіту Західнопоморського воєводства.
Населення — 1972 особи (2011).
У 1975-1998 роках село належало до Кошалінського воєводства.

## Демографія
Демографічна структура станом на 31 березня 2011 року:
|          | Загалом | Допрацездатний вік | Працездатний вік | Постпрацездатний вік |
| -------- | ------- | ------------------ | ---------------- | -------------------- |
| Чоловіки | 1001    | 183                | 747              | 71                   |
| Жінки    | 971     | 165                | 628              | 178                  |
| Разом    | 1972    | 348                | 1375             | 249                  |